# Plaza de Pedro Zerolo
La plaza de Pedro Zerolo  (llamada anteriormente plaza de Bilbao desde 1840 hasta 1931, plaza de Ruiz Zorrilla desde 1931 hasta 1939, plaza de Bilbao de nuevo entre 1940 y 1944, y plaza de Vázquez de Mella entre 1944 y 2016) es un espacio público con planta rectangular ubicado en las cercanías de la Gran Vía de Madrid, en el barrio de Chueca. Una placa en la fachada del número 7 recuerda que allí vivió el decano de los cronistas madrileños Ramón de Mesonero Romanos. En julio de 2015 el Pleno del Ayuntamiento de Madrid aprobó cambiar el nombre de la plaza por el de plaza de Pedro Zerolo, en homenaje al concejal del PSOE y activista por los derechos LGBT del mismo nombre, aprobándose definitivamente por la Junta de Gobierno de la misma institución el 28 de enero de 2016.

## Historia
En 1837, al producirse el derribo del convento de los Capuchinos de la Paciencia de Cristo Nuestro Señor, de frailes capuchinos, el gran espacio abierto dejó sitio a la que durante años sería llamada plaza de Bilbao y vías adyacentes como la costanilla de los Capuchinos.
Según la tradición legendaria, el convento demolido debía su nombre a un oscuro incidente ocurrido en 1630. Ese año, la Inquisición recibió una denuncia sobre una familia de judíos portugueses que había llegado a Madrid y se había establecido en una casa alquilada en la esquina de las que más tarde figurarán en los callejeros como  calle de las Infantas y calle de San Bartolomé, donde habían abierto una mercería. La denuncia acusaba a aquella familia de profanar repetidas veces una imagen de Cristo crucificado. No se sabe de cierto si los portugueses llegaron a quemar el que luego sería llamado Cristo de la Paciencia, pero sí hay constancia de que ellos fueron condenados por la Inquisición y quemados en el auto de fe celebrado el 4 de julio de 1632 en la Plaza Mayor. La casa donde se había producido la profanación fue demolida poco después e Isabel de Borbón, esposa de Felipe IV, ordenó la fundación de un convento a la orden capuchina, como custodios de las cenizas de la imagen que se depositaron en el interior de una nueva.
El convento, que quedó muy dañado durante las Guerras Napoleónicas, fue desamortizado en 1836 y derribado al año siguiente. En el solar se construyeron dos edificios de viviendas y se abrió una plaza, que recibió el nombre de plaza de Bilbao, en honor a la victoria del bando liberal de Isabel II sobre los carlistas en Vizcaya y del levantamiento del sitio al que estuvo sometida la capital vizcaína. La asignación oficial del nombre tuvo lugar en 1840. También ha quedado noticia de que a finales del siglo XIX se encontraba en esta plaza la embajada otomana.
Poco después de la instauración de la Segunda República, en junio de 1931, recibió el nombre de plaza de Ruiz Zorrilla, en honor del dirigente republicano del siglo XIX Manuel Ruiz Zorrilla. En la Guerra Civil, durante la batalla de Madrid la ciudad sufrió intensos bombardeos de artillería desde el cerro de Garabitas. Los ajustes iniciales de cada bombardeo se realizaban sobre la parte superior del edificio Telefónica (por aquel entonces la parte más visible de Madrid) y cada vez que uno de esos primeros disparos fallaba, su impacto sobre la fachada del edificio de Telefónica provocaba que los obuses cayesen sobre el espacio de la plaza que luego se llamaría de Vázquez de Mella. El humor madrileño de la época denominaba a la plaza "guá" (por alusión al juego de las canicas).

Monumento en forma de herma griega homenaje a Juan Vázquez de Mella en la Plaza.

Terminada la Guerra Civil, el nuevo ayuntamiento franquista volvió a cambiar de nombre a la plaza. Durante 1939 y 1940 se sucedieron varias propuestas para dar a este espacio público los nombres de plaza de Onésimo Redondo o plaza de los Capuchinos de la Paciencia. Sin embargo, en abril de 1940 se decretó simplemente la restitución de la denominación que tuvo durante la monarquía: plaza de Bilbao. Finalmente, el 3 de febrero de 1944 se le asignó el nombre del político e ideólogo tradicionalista Juan Vázquez de Mella,.

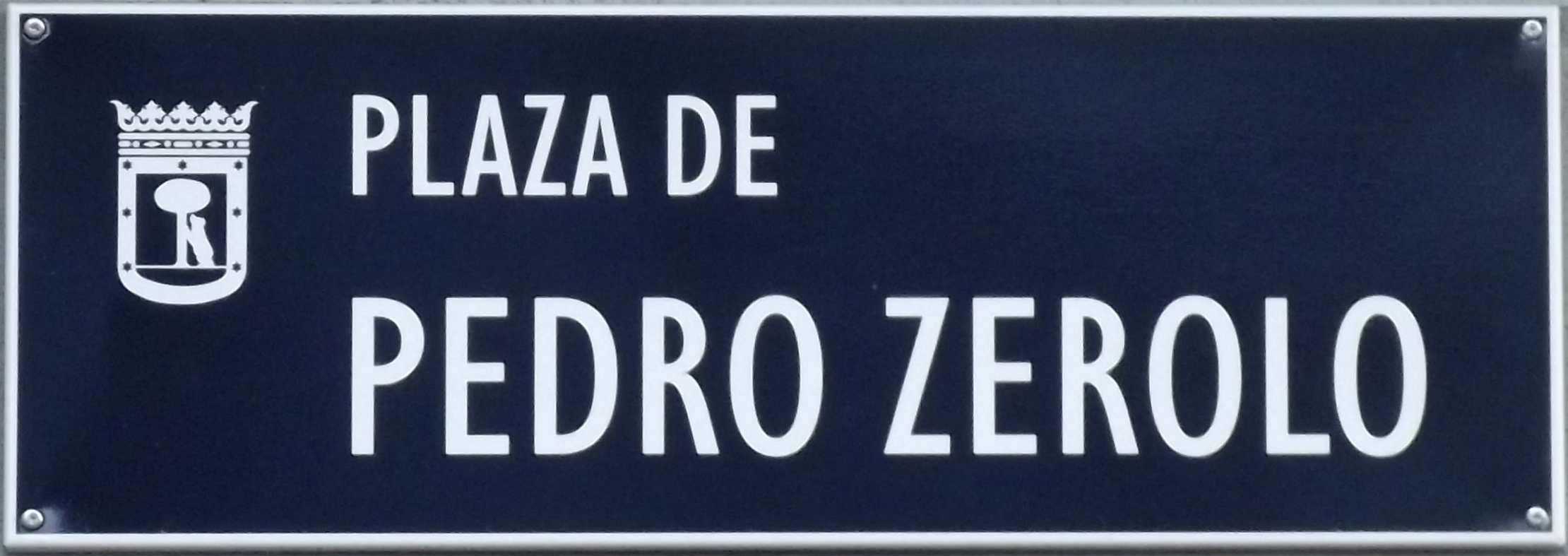
Placa de la plaza

En 1949 se construyó el primer aparcamiento subterráneo de la plaza.
En junio de 2015, la Federación Estatal de Lesbianas, Gais, Trans y Bisexuales (FELGTB) y el Colectivo Gay de Madrid (Cogam) propusieron cambiar el nombre de la plaza, para dedicarla a la memoria del entonces recientemente fallecido Pedro Zerolo, político socialista que se significó en la reivindicación de los derechos de dichos colectivos. El 28 de enero de 2016, la Junta de Gobierno del Ayuntamiento de Madrid aprobó dicho cambio, manteniéndose el nombre de Vázquez de Mella únicamente para una calle existente con el mismo nombre en el distrito de Ciudad Lineal.
El 14 de mayo de 2016 se inauguró la nueva nomenclatura de la plaza. El aparcamiento municipal de la plaza presenta en su entrada un gran lazo rojo (símbolo de la lucha contra el sida), obra de la arquitecta Teresa Sapey, mientras que su interior colorista incluye citas del Infierno de la Divina Comedia de Dante.